# Gianfranco Gaspari
Pour les articles homonymes, voir Gaspari.
Gianfranco Gaspari, né le 5 août 1938 à Cortina d'Ampezzo, est un bobeur italien des années 1960 et 1970.

## Carrière
Gianfranco Gaspari est médaillé d'argent aux Championnats du monde de bobsleigh 1966 à Cortina d'Ampezzo en bob à deux avec Leonardo Cavallini.
Il participe aux Jeux olympiques de 1968 à Grenoble et se classe sixième en bob à quatre.
L'année suivante, il remporte la médaille d'argent en bob à quatre aux Championnats du monde de bobsleigh 1969 à Lake Placid avec Mario Armano, Sergio Pompanin et Roberto Zandonella ainsi que la médaille de bronze en bob à deux avec Mario Armano.
En 1970, il remporte le titre européen en bob à deux aux Championnats d'Europe de bobsleigh 1970 à Cortina d'Ampezzo avec Armano. Le même duo décroche le titre mondial en 1971 à Cervinia.
Aux Jeux olympiques de 1972 à Sapporo, il termine huitième en bob à quatre avec Mario Armano, Roberto Zandonella et Luciano de Paolis et il se classe quatrième en bob à deux avec Armano.

## Palmarès

### Championnats monde
- : médaillé d'or en bob à 2 aux championnats monde de 1971.
- : médaillé d'argent en bob à 2 aux championnats monde de 1966.
- : médaillé d'argent en bob à 4 aux championnats monde de 1969.
- : médaillé de bronze en bob à 2 aux championnats monde de 1969.